# Dietmar Constantini
Dietmar Constantini (ur. 30 maja 1955 w Innsbrucku, zm. 18 grudnia 2024) – austriacki piłkarz, a także trener.

## Kariera piłkarska
Constantini karierę rozpoczynał w 1975 roku w Wackerze Innsbruck, grającym w Bundeslidze. Zadebiutował w niej 30 sierpnia 1975 w wygranym 3:1 meczu z Austrią Wiedeń. W ciągu czterech sezonów gry dla tego klubu, Constantini zdobył z nim mistrzostwo Austrii (1977), a także dwa razy Puchar Austrii (1978, 1979). Następnie grał w zespołach LASK Linz, SPG Innsbruck, AO Kawala, FC Union Wels, Favoritner AC oraz Wiener SC, gdzie w 1987 roku zakończył karierę.
W Bundeslidze austriackiej Constantini rozegrał 198 spotkań i zdobył 6 bramek.

## Kariera trenerska
Karierę szkoleniową Constantini rozpoczął od pracy jako asystent trenera w zespole Ittihad, a także w Rapidzie Wiedeń. W latach 1991–1992 był selekcjonerem reprezentacji Austrii U-21. W międzyczasie, w 1991 roku został tymczasowym trenerem pierwszej reprezentacji Austrii. Poprowadził ją w dwóch meczach, obu w ramach eliminacji mistrzostw Europy 1992: 16 października 1991 przeciwko Irlandii Północnej (1:2) oraz 13 listopada 1991 przeciwko Jugosławii (0:2). Następnie Constantini został zastąpiony przez Ernsta Happela, którego został asystentem.
W listopadzie 1992 ponownie został tymczasowym selekcjonerem reprezentacji Austrii. Poprowadził ją tylko w towarzyskim spotkaniu z Niemcami (0:0), rozegranym 18 listopada 1992. Jego następcą został Herbert Prohaska. Constantini natomiast trenował zespoły austriackiej Bundesligi – LASK Linz, Admira/Wacker oraz FC Tirol Innsbruck.
W sierpniu 1997 objął stanowisko szkoleniowca niemieckiego klubu 1. FSV Mainz 05, grającego w 2. Bundeslidze. Trenował go do kwietnia 1998. Następnie był asystentem Otto Baricia w reprezentacji Austrii, a w grudniu 2001 został tymczasowym trenerem Austrii Wiedeń. Poprowadził ją do końca sezonu 2001/2002. W kolejnych latach Constantini trenował zespoły FC Kärnten oraz dwukrotnie FC Superfund, a w marcu 2008 wrócił do Austrii Wiedeń, ponownie jako jej tymczasowy szkoleniowiec. Tym razem pracował tam przez miesiąc.
W latach 2009–2011 po raz trzeci był selekcjonerem reprezentacji Austrii. Poprowadził ją w 23 spotkaniach, w tym w meczach eliminacji mistrzostw świata 2010, na które jednak nie awansowała.